# Auguste Reyns
Auguste François Reyns (Brugge, 12 september 1849 - Brugge, 4 oktober 1932) was een Belgisch componist, violist en muziekpedagoog.

## Levensloop
Hij was een zoon van warme bakker Augustus Reyns en van Theresia Du Pan. Zelf was hij getrouwd met Julie Barbe van Eycken.
Reyns kreeg zijn eerste muziekonderricht als koorknaap in de Sint-Annakerk. Hij studeerde viool, altviool, harmonieleer en contrapunt aan het Brugse Conservatorium, hoofdzakelijk bij Hendrik Waelput. Die laatste twee studies leverden hem een eerste prijs op. Terwijl hij in Brussel verder viool (Léon Firket) en contrapunt (Hubert Ferdinand Kufferath) studeerde, speelde hij viool in het Théatre Molière en vervolgens in het orkest van de Muntschouwburg.
In 1875 werd hij zangmeester van de Sint-Salvatorskathedraal in Brugge. Hij stichtte tevens de harmonie van de katholieke kiesvereniging La Concorde. Van 1879 tot in 1922 was hij leraar notenleer aan het Conservatorium en muziekleraar in de Brugse stadsscholen. Hij was na het overlijden van Karel Mestdagh ook een periode plaatsvervangend directeur van de Brugse muziekschool. In 1883 was hij medeoprichter van de Cercle Instrumental, orkest van amateurmusici en in 1895 medestichter van de Concerten van het Muziekconservatorium.

## De componist
In 1887 werd zijn zanggedicht Hymne aan Breydel en De Coninck door de stad Brugge bekroond en uitgevoerd bij de inhuldiging van het standbeeld van beide volkshelden op de Markt van Brugge.
Onder de muziekwerken van Reyns zijn te vermelden:
- Te Deum voor vierstemmig koor, orgel en orkest
- Koraalmarsen voor de historische stoeten 'Karel de Goede', 'Idesbaldus', 'Gulden Vlies', 'Breydel en de Coninck' en 'Onze Lieve Vrouw Ter Duinen'.
- Feestmars voor groot orkest
- Cantate voor het jubileum van Paus Pius IX
- Hosanna (lied voor de H. Bloedprocessie, dat nog steeds jaarlijks wordt gezongen)
- Missa Paschali
- Memlingcantate (tekst Eugeen Van Oye)
- Motetten, geestelijke en andere liederen op teksten van onder meer Albrecht Rodenbach, Karel De Gheldere, Jeroom Noterdaeme.

## Publicaties
De werken van Reyns werden uitgegeven door muziekuitgever J. Van Marcke in Brugge.